# 貝爾波特 (紐約州)
貝爾波特（英語：Bellport）是位於美國紐約州薩福克縣的村。

## 人口
根據2020年美國人口普查的數據，貝爾波特的面積為3.97平方千米，當中陸地面積為3.76平方千米，而水域面積為0.21平方千米。當地共有人口2203人，而人口密度為每平方千米555人。